# 1808
Aquest any és popularment conegut com l'any de la vinguda del francès.

## Esdeveniments
Països Catalans
- 9 de febrer, La Jonquera: amb el pretext d'atacar Portugal, d'acord amb el Tractat de Fontainebleau, sota les ordres del general Duhesme, entren a Catalunya les primeres tropes franceses (preludi de la Guerra del Francès).
- 28 de febrer, Barcelona: les tropes franceses hi ocupen per sorpresa la Ciutadella i el castell de Montjuïc.
- 23 de maig, València: s'hi esdevé una revolta contra l'ocupació francesa.
- 6 de juny, el Bruc: s'hi esdevé el primer combat del Bruc, que es converteix en la primera victòria popular contra l'ocupació francesa (gràcies a la intervenció, segons hom explica, del timbaler del Bruc).
- 14 de juny, el Bruc (l'Anoia): el sometent català guanya la segona batalla del Bruc a la guerra del Francès contra l'exèrcit napoleònic.
- 16 de juny - Montgat (Maresme): l'exèrcit napoleònic guanya la batalla de Montgat de 1808 durant la guerra del Francès.
- 20 de juny - Girona: l'exèrcit espanyol guanya el primer setge de Girona de 1808 i l'exèrcit napoleònic es retira durant la guerra del Francès.
- 16 d'agost - Girona: l'exèrcit napoleònic es retira del segon setge de Girona de 1808 després de la defensa dels catalans durant la guerra del Francès.
- 2 de setembre a 17 de desembre. Bloqueig de Barcelona: intent de reconquesta de la ciutat, per part de les tropes espanyoles, que acaba amb victòria francesa.
- 5 de desembre - Roses (Alt Empordà): l'exèrcit napoleònic va ocupar el poble al final del setge de Roses, quan els defensors van rendir-lo en el marc de la guerra del Francès.
- 16 de desembre. Batalla de Llinars: el VII cos de l'exèrcit francès, comandat pel general Saint-Cyr, venç les tropes espanyoles del general Vives a Llinars del Vallès.
- 21 de desembre. Batalla de Molins de Rei: després de trencar el bloqueig de Barcelona, el general Saint-Cyr derrota les tropes del bàndol patriòtic reagrupades en la línia del Llobregat.
- Deixa de publicar-se l'Almanak mercantil

Resta del món
- 1 de gener - Estats Units: Es prohibeix la importació d'esclaus als Estats Units, ja que es fa efectiva la Act Prohibiting Importation of Slaves (Llei de prohibició de la importació d'esclaus).[1]
- 18 - 19 de març - Aranjuez (Comunitat de Madrid): es produeix el motí d'Aranjuez, una revolta popular contra Carles IV d'Espanya que possibilitat la proclamació com a nou rei de Ferran VII d'Espanya durant l'ocupació francesa del país.
- 2 de maig, Madrid, Espanya: s'hi produeix un aixecament popular contra les forces napoleòniques ocupants que desencadena la Guerra del Francès. El mateix dia els alcaldes de Móstoles signen el ban dels alcaldes de Móstoles.[2]
- 7 de juny, Espanya: L'exèrcit francès comandat per Pierre-Antoine Dupont de l'Étang venç a les forces espanyoles i entra en la província de Còrdova, on duu a terme un brutal i sanguinari saqueig de la ciutat[3] després de guanyar la batalla del Pont d'Alcolea.
- 6 de juliol, Baiona, França: Napoleó fa proclamar rei d'Espanya son germà Josep, per l'Estatut de Baiona.
- 19 de juliol - Bailèn (Província de Badajoz, Extremadura): l'exèrcit espanyol guanya la batalla de Bailèn contra l'exèrcit napoleònic a la guerra del Francès.[4]
- 10 de novembre - Gamonal (Província de Burgos, Castella i Lleó): després de guanyar en la batalla de Gamonal Napoleó Bonaparte va fer de Burgos la seva capital fins a ocupar Madrid durant la Guerra del Francès.
- 23 de novembre, Navarra: els espanyols perden la Batalla de Tudela enfrontament bèl·lic de la Guerra del Francès, davant de les tropes franceses prop de la ciutat de Tudela.
- 1 de desembre - Finlàndia: el tsar Alexandre I de Rússia proclama que Finlàndia, que era part de Suècia, passa a ser de Rússia.[5]
- Prohibició d'importar esclaus als Estats Units.[6]
- Inici de la Guerra de Finlàndia entre Rússia i Suècia pel control de Finlàndia (febrer 1808 a setembre 1809).[7]
- 45 de desembre - sud-oest de l'oceà Pacífic: en un període de 14 dies abans o després d'aquesta data es produeix una erupció volcànica que afecta el clima global

## Naixements
Països Catalans
- 28 de gener: Vilanova i la Geltrú (Garraf): Manuel de Cabanyes i Ballester, poeta preromàntic en llengua castellana.[8]

Resta del món
- 21 de gener: Juan Crisóstomo Torrico, president del Perú (m. 1875).
- 24 de març, París: Maria Malibran, compositora i cantant d'òpera d'una fama i renom inaudits en la seva època. (m. 1836).[9]
- 20 d'abril: París, Primera República Francesa: Napoleó III, darrer rei de França (m. 1873).[4]
- 15 de maig, Limerick (Irlanda): Michael William Balfe, baríton i compositor irlandès (m. 1870).[10]
- 18 de maig: Venancio Flores, president de l'Uruguai (m. 1868).
- 22 de maig: Gérard de Nerval, poeta francés (m. 1855).[11]
- 3 de juny - Kentucky: Jefferson Davis, un polític sudista, primer i únic president dels Estats Confederats d'Amèrica (m. 1889).[4]
- 5 de juny - Aarau Emil Zschokke, eclesiàstic i escriptor suís.
- 13 de juliol- Sully (Saona i Loira) (França): Patrice de Mac Mahon, mariscal de França i primer President de la República francesa (m. 1893).
- 6 de setembre - Guetna (Algèria): Abd al-Kader, emir, líder de la resistència algerina davant la colonització francesa.
- 29 de desembre: Raleigh, Carolina del Nord (EUA):Andrew Johnson, sastre, 17è president dels Estats Units (m. 1875).
- Brian: Gabriel Gauthier, organista.

## Necrològiques
Països Catalans
- 11 de desembre: Miquel Gaietà Soler, ministre il·lustrat de Carles IV d'Espanya, és assassinat a Malagón.

Resta del món
- 17 de març: París: Anna Heinel, ballarina alemanya de carrera brillant a París i a Londres (n. 1753).[12]
- 2 de maig
  - Madrid: Luis Daoíz y Torres i Pedro Velarde y Santillán, militars espanyols, destacats per la seva participació en l'aixecament del 2 de maig de 1808 de la Guerra del Francès.
  - Einsenstad: Alois Luigi Tomasini, músic.[10]
- 22 de maig, Westminster (Anglaterra): Edmund Ayrton, organista i compositor anglès (n. 1734).[10]
- 5 de setembre: Louis-Pierre Anquetil, historiador francès.